# Mindszentgodisa
Mindszentgodisa (nje. Oberallerheiligen i Godischa) je selo u središnjoj južnoj Mađarskoj.
Zauzima površinu od 22,97 km četvornih.

## Zemljopisni položaj
Nalazi se na 46° 13' sjeverne zemljopisne širine i 18° 4' istočne zemljopisne dužine, sjeverozapadno od Mečeka. Tormaš je 4 km zapadno, Baranyaszentgyörgy je 3 km zapadno-sjeverozapadno, Baranyajenő je 3,5 km sjeverozapadno, Palé je 2 km sjeverno, kotarsko sjedište Šaš je 1 km sjeveroistočno, Raslovo je 2 km istočno, Kishajmás je 1,7 km jugoistočno, Kisbeszterce je 1,5 km jugozapadno, Bakóca je 3 km zapadno-jugozapadno.

## Upravna organizacija
Upravno pripada Šaškoj mikroregiji, na sjeveru Baranjske županije. Poštanski broj je 7391. 

## Povijest
Za povijest ovog sela je bitno spomenuti da je ovo selo posljedica upravnog spajanja kojeg su sprovele vlasti NR Mađarske 1. travnja 1977., čime su se upravno spojila sela Felsőmindszent (nje. Oberallerheiligen) i Godisa (nje. ime, Godischa). 1979. im je dodano obližnje selo Gyümölcsény.
Stari vijek na mjestu današnjeg sela bilježi keltsko naseljavanje.
U povijesnim spisima se 1542. ovo selo Mindszent se spominje kao Mynthzenth. Iz imena se vidi da je seoska crkva posvećena na dan Svih Svetih.
Za vrijeme turske vlasti, selo Minszent nije opustjelo, za razliku od susjedne Godiše.
U 2. polovici 18. st. se naseljavaju Nijemci u Mindszent i u pustu Godišu, čime je ovo selo se opet vratilo na zemljovid naseljenih.

## Promet
Kilometar istočno od sela prolazi željeznička prometnica Budimpešta-Dumvar-Pečuh odnosno Dumvar-Komlov. Uz prugu je i željeznička postaja Mindszentgodisa.

## Stanovništvo
Mindszentgodisa ima 1017 stanovnika (2003.). Mađari su većina. U selu manjinsku samoupravu imaju Roma, kojih je 12% te Nijemci, kojih je preko 2%. Selo bilježi i nekoliko pripadnika hrvatske manjine. Skoro 80% sela su rimokatolici, a 3% je kalvinista te nekoliko luterana i grkokatolika.

## Vanjske poveznice
- (mađ.) Mindszentgodisa a Vendégvárón  Arhivirana inačica izvorne stranice od 12. svibnja 2005. (Wayback Machine)
- Mindszentgodisa na fallingrain.com